# 塔曼拉塞特
塔曼拉塞特（法语：Tamanrasset，图阿雷格语：ⵜⵎⵏⵗⵙⵜ Tamenɣast）是塔曼拉塞特省的首府，位于阿尔及利亚南部的阿哈加尔高原中，海拔1,320米。塔曼拉塞特是阿尔及利亚图阿雷格人最重要的城市，在阿尔及尔以南约1,900公里，贾奈特西南方向450公里，距马里边境约400公里。2008年，该市人口为92635人。
塔曼拉塞特最初是作为一个军事哨所建立的，目的是保护撒哈拉跨越贸易路线。塔曼拉塞特处于一个绿洲中，尽管气候条件艰难，但这里仍然有柑橘、杏、枣、谷物、玉米和无花果等作物种植。图阿雷格人曾是该镇的主要居民。在相对凉爽的月份，塔曼拉塞特吸引众多游客，许游客人会参观霍加尔博物馆（Museum of the Hoggar），深入了解图阿雷格人的生活与文化。
塔曼拉塞特凭借塔曼拉塞特机场（Tamanrasset Airport）和跨撒哈拉高速公路（Trans-Sahara Highway）进行交通运输。
法國天主教神父夏爾·德·富科在此地遇害。另外塔曼拉塞特也是2003年阿爾及利亞航空6289號班機空難的發生地點。
1. ↑  Office National des Statistiques Algérie.  (PDF). 2013-05-30  [2025-03-01]. （原始内容存档 (PDF)于2011-11-13） （法语）.